# Idool van Sjigir

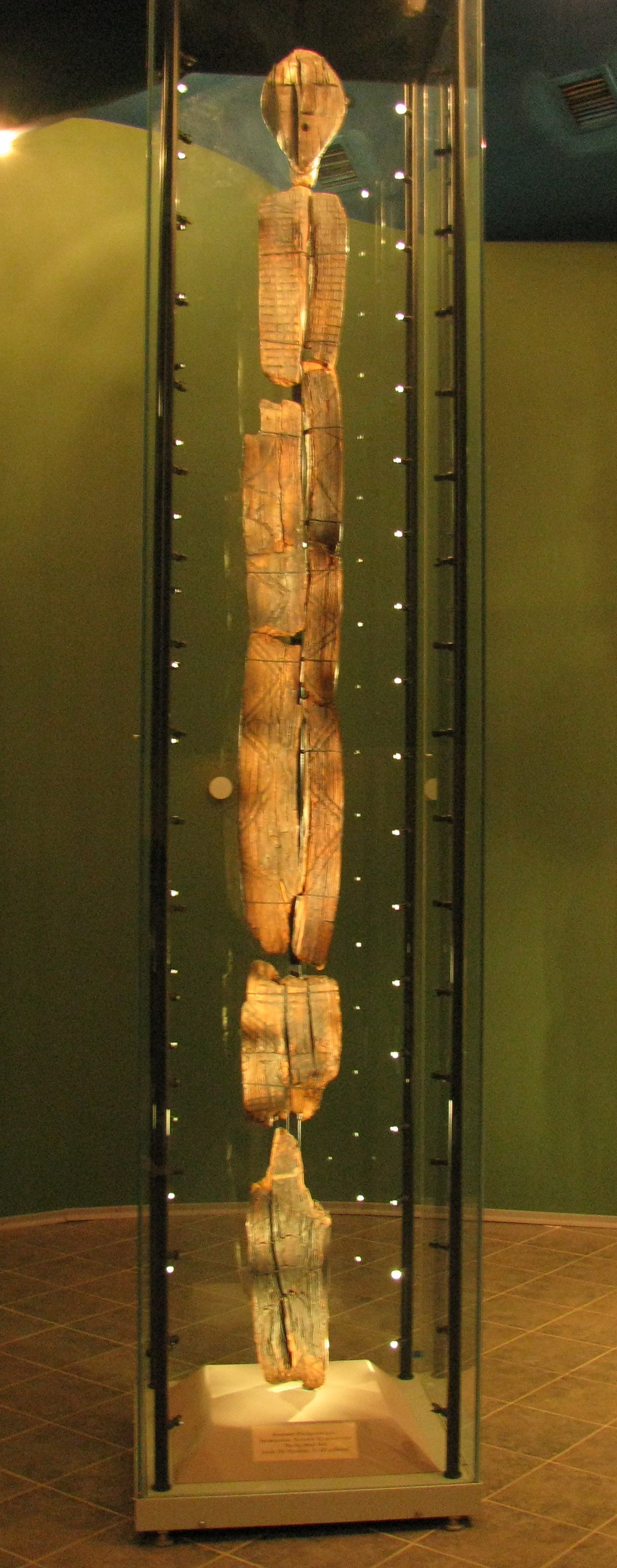

Het idool van Sjigir  is een archeologische vondst uit het mesolithicum, en met een leeftijd van rond 11.000 jaar de oudste houten sculptuur ter wereld. Het is gemaakt van larikshout en bevindt zich nu in het Sverdlovsk Regionaal museum in Jekaterinenburg, Rusland.

## Ontdekking
Het idool van Sjigir werd in het midden van de 19e eeuw als depotvondst gevonden tijdens opgravingen bij de Sjigir-venen nabij het dorp Kalata (nu Kirovgrad) ten noordwesten van Jekaterinenburg. In die tijd vonden plaatselijke goudzoekers ongebruikelijke voorwerpen van hoorn, been, hout, steen en klei, welke ter bewaring naar Jekaterinenburg gebracht werden. 
In de 19e en begin 20e eeuw werd het Sjigir-veen onderzocht door specialisten uit Moskou, St. Petersburg, Kazan en Parijs. Deze stelden sporen van prehistorische dorpen vast.
Het idool zelf werd gevonden op 24 januari 1890, op een diepte van vier meter. Aangezien het hout slecht bewaard was werd het in delen uit het veen verwijderd. De eerste poging tot reconstructie door de toenmalige conservator van de archeologische collecties van het museum Lobanov toonde een figuur van 2,8 meter hoog met gekruiste armen en benen. Een aantal van de delen zoals de "armen" hadden echter geen verband met elkaar, en sommige fragmenten werden helemaal niet gebruikt. In 1914 leverde de Jekaterinenburgse archeoloog Vladimir Tolmatsjev een nieuwe reconstructie. In de versie van Tolmatsjev was het idool gegroeid tot 5,3 meter (de "armen" waren nu deel van het lichaam). Later gingen de onderste 193 cm verloren, en het geheel kan nu alleen nog maar beoordeeld worden aan de hand van de tekeningen van Tolmatsjev.

## Datering
Meer dan honderd jaar werd er een verhitte discussie gevoerd over de datering van het idool. De meningen liepen uiteen van het neolithicum (6-5e millennium v.Chr.), bronstijd (2e millennium v.Chr.) en zelfs vroege ijzertijd (1e millennium v.Chr.). 
Omstreeks 1997 begon het idool uiteen te vallen en werd besloten dat een ingrijpende conservering dringend nodig was. Maar eerst werd besloten om een koolstofdatering uit te voeren. De analyse werd uitgevoerd door het Instituut voor de Geschiedenis van de Materiële Cultuur (St. Petersburg) en het Instituut voor Geologische Wetenschappen (Moskou). De resultaten van beide onderzoeken kwamen overeen: het idool werd gemaakt in het mesolithicum, rond 9.500 jaar geleden.
In 2015 werd te Mannheim verdere analyse verricht aan de hand van geavanceerde massaspectrometrie. Dit leverde een nieuwe datering van 11.500 jaar oud op. De onderzoekers konden ook vaststellen dat het larikshout afkomstig was van een 159 jaar oude, vers gevelde boom. De staalname zou echter gebeurd zijn zonder toestemming van het Russische cultuurministerie.

## Decoratie
Het lichaam van het idool is aan alle kanten gedecoreerd met ingesneden geometrische figuren. Naast deze versieringen zijn op de brede vlakken van het idool gezichten of maskers uitgesneden. De tekeningen van Tolmatsjev tonen vijf zulke maskers: drie aan de voorzijde en twee op de rugzijde. Tijdens de installatie van een tentoonstelling in augustus 2003 werd op de achterkant van het idool nog een zesde masker gevonden. In tegenstelling tot de andere maskers met hun rechthoekige neus was voor het modelleren van de neus van dit masker een houtspaan gebruikt, waardoor de neus korter dan de andere maskers was, conisch van vorm en meer prominent, waardoor het een zekere gelijkenis met het gezicht van een dier kreeg.
Elk masker is de bekroning van een ingekerfde figuur. Alle figuren zijn sterk geïndividualiseerd, sommigen van hen antropomorfe afbeeldingen ingekerfd in "skeletachtige" stijl. In deze afbeeldingen identificeerden onderzoekers personages die de boven- (hemelse) en onderwereld (onder water of ondergronds), het vrouwelijke en het mannelijke, de plantenwereld en de dierenwereld belichamen.